# Jean-Claude Pierric
 (octobre 2008).
Si vous disposez d'ouvrages ou d'articles de référence ou si vous connaissez des sites web de qualité traitant du thème abordé ici, merci de compléter l'article en donnant les références utiles à sa vérifiabilité et en les liant à la section « Notes et références ».
Jean-Claude Pierric (né Claude Boinot le 2 mai 1938 à Paris 10e dans une famille de huit frères et sœurs et mort le 6 février 2012 à Maisons-Laffitte) est un musicien français.

## Biographie
Jean-Claude Pierric, de son vrai nom Claude Boinot, passe son adolescence dans un pensionnat à Créteil. À 15 ans, après le certificat d'étude, il est placé dans une ferme en Haute-Marne. À 18 ans il part retrouver sa mère à Belleville. Sa grande passion est la musique et la chanson.
Il fréquente assidûment les hauts lieux et temples du jazz à Saint-Germain-des-Prés, le cabaret des Trois Maillets, le Blue Note, le caveau de la Huchette, le Bidule, le Tabou, où Il rencontre de célèbres musiciens : Boris Vian, Guy Laffitte,  Claude Luter, Maxime Saury, et se lie d’amitié avec Michel de Villers, André Persiani et Pierre Sellin avec qui il signera bien plus tard quelques titres. 
Il s'inscrit en 1960 au conservatoire de la chanson à Bobino et sort deux 45 tours chez Les productions Homère, mais avec l'avènement du yéyé ces deux disques se vendent peu.
En 1963 lors d’un gala à Maisons-Laffitte, il rencontre Gisèle, sa future épouse avec qui il aura trois filles (Isabelle, Corinne et Frédérique).
Jean-Claude Pierric se tourne vers la musique de publicité et d'illustration musicale. Avec Léo Petit le guitariste et leader du groupe "Les guitares du diable" et l’arrangeur du célèbre titre de Johnny Hallyday Souvenirs, Souvenirs, ils composent les toutes premières musiques de publicité en 1968 (Le thon c’est bon, Cajoline, Yoplait). À cette occasion il rencontre Jean-Jacques Annaud qui travaille chez Image et Publicité (Paris).
Pour la musique d’illustration, il réalise plus de 80 albums avec des compositeurs tels que François Rolland (chef d'orchestre de Gilbert Bécaud), Pierre Porte (chef d'orchestre de Michel Drucker et compositeur de la musique du film La Piscine), Guy Léonard (chef d’orchestre de Joe Dassin) et Gérard Gésina (batteur de Juliette Gréco) avec lequel il signe la musique du générique de l’émission Sept sur sept présentée par Anne Sinclair sur TF1.
De ces albums, on peut retenir des disques cultes très recherchés aujourd'hui par les collectionneurs. Plusieurs de ces disques ont fait l'objet de rééditions en compilations. Jean-Claude Pierric fut aussi directeur artistique de nombreuses maisons d'éditions et principalement de la maison de disques Les tréteaux International qui n’existe plus aujourd’hui, où il réalisa avec Daniel Janin, un compositeur, arrangeur et chef d'orchestre de l'Olympia, la plus grande partie de ses productions (environ 40 albums). Un grand nombre[Combien ?] de rappeurs ont samplé leurs titres. Ils réalisèrent aussi pour les éditions et maisons de films (Claude Pierson, les albums Velvet Dream et de nombreuses musiques de films). Sa production dans tous les genres de la variété est de plus de 2000 titres sur disques vinyle et CD.

## Disques
- Tony Ribeiro, J. C. Pierric et Guy Léonard Expression Logo Edition
- J.-Cl. Pierric et D. Janin Velvet Dreams    Pierson Production
- J.-Cl. Pierric et D. Janin Velvet Dreams Vol 2    Pierson Production